# Ella Odstedt
Sara Enelia (Ella) Odstedt, född 24 juni 1892 i Arnäs, död 5 juli 1967, var en svensk folklivsforskare och filosofie hedersdoktor. Ella Odstedt föddes i en arbetarfamilj i Ångermanland och hennes enda formella utbildning var sexårig folkskola. Hon kontaktade Nordiska museet 1917 och anställdes vid museet som folkminnesupptecknare och belönades med Hazeliusmedaljen i silver för sina insatser. Från 1927 och fram till sin död var Ella Odstedt anställd vid Landsmåls- och folkminnesarkivet i Uppsala. År 1955 utnämndes hon till hedersdoktor vid Uppsala universitet.

## Biografi
Ella Odstedt föddes i Arnäs socken när Örnsköldsvik i Ångermanland. Hon var dotter till muraren Johan Ohlsson och hans hustru Gustava Blom och den näst äldsta av familjens sex barn. Hon tillbringade en stor av sin barn- och ungdom hos hennes farföräldrars i Arnäs där hon fick inspiration av sin farmor Katarina Ohlsson. Hon började som ung skriva ned sagor, sägner och bruk efter bland annat sin farmors berättelse.
Odstedt fick 1917 kontakt med Nordiska museet efter att själv ha kontaktat museet och i ett brev frågat huruvida Nordiska museet är villigt att förvärva en del folkloristiska notiser, som jag samlat och upptecknat, samt om Museet möjligen vidare skulle kunna hava användning för mig såsom samlare av dylika uppgifter. På museet fanns Nils Edvard Hammarstedt som kom att fungera som mentor för Odstedt. Åt museet gjorde hon upptäckningar i Arnäs och andra delar av Norrland.
Ella Odstedt knöts som upptecknare 1925 till Landsmåls- och folkminnesarkivet i Uppsala (nuvarande Dialekt- och folkminnesarkivet) där hon två år senare anställdes och kom att stanna hela hennes yrkesliv. Bland Odstedts arbetsuppgifter fanns instruera arkivets upptecknare och ta fram frågelistor för upptecknarna. Hon gjorde också själv en mängd uppteckningarna både i Norrland och södra Sverige. Framförallt fokuserade hennes upptäckningar på folklig dikt, tro och seder men hon ägnade också tid åt exempelvis byggnadsskick och dräkter. Totalt omfattar hennes uppteckningar cirka 60 000 sidor.
Efter utgivningen av Varulven i svensk folktradition 1943 fick Odstedt flera erkännande. Hon valdes in i Gustav Adolfs Akademien och utnämndes till hedersdoktor vid Uppsala universitet 1955.
Hon är gravsatt på Arnäs kyrkogård.

## Publikationer
Ella Odstedt publicerade sin första större artikel i början av 1930-talet. Sagor från Ångermanland trycktes i Svenska landsmål och svenskt folkliv 1931 och Naturväsen i ångermanländsk folktro i Folkminnen och folktankar 1933. Hon publicerade 1943 monografin Varulven i svensk folktradition som innehåller bland annat berättelser om människor som kunde ta varg- eller björngestalt. Texterna byggde på både egna upptäckningar och äldre litterära belägg. Verket fick mycket goda recensioner. Hennes andra monografi Folkdräkter i övre Dalarna utkom 1953 och mottogs väl av samtiden.
Hennes nedteckningar har givits ut i ett kommenterat urval av folklivsforskaren Bengt af Klintberg under titeln Norrländsk folktradition. Varulven i svensk folktradition utkom i en ny utgåva 2012.